# Panzerhaubitze 2000
El Panzerhaubitze 2000 (en alemán significa "obús blindado 2000"), abreviado PzH 2000, es una pieza de artillería autopropulsada de 155 mm de calibre, desarrollada en Alemania por Krauss-Maffei Wegmann (KMW) y Rheinmetall para el ejército alemán. Destaca especialmente por su alta cadencia de tiro: es capaz de disparar 3 proyectiles en 9 segundos, 10 en 56 segundos, y de hacer fuego sostenido con una cadencia de entre 10 y 13 proyectiles por minuto, dependiendo del calentamiento y estado del cañón.
El reabastecimiento está automatizado. Dos operadores pueden cargar 60 proyectiles y sus respectivas cargas propulsoras en menos de 12 minutos.
El PzH 2000 también presta servicio en el Ejército italiano, en las Fuerzas Armadas de los Países Bajos y en el Ejército Griego, y es probable que sea adoptado por más países de la OTAN a medida que vayan reemplazando a los obuses autopropulsados M109.

## Desarrollo

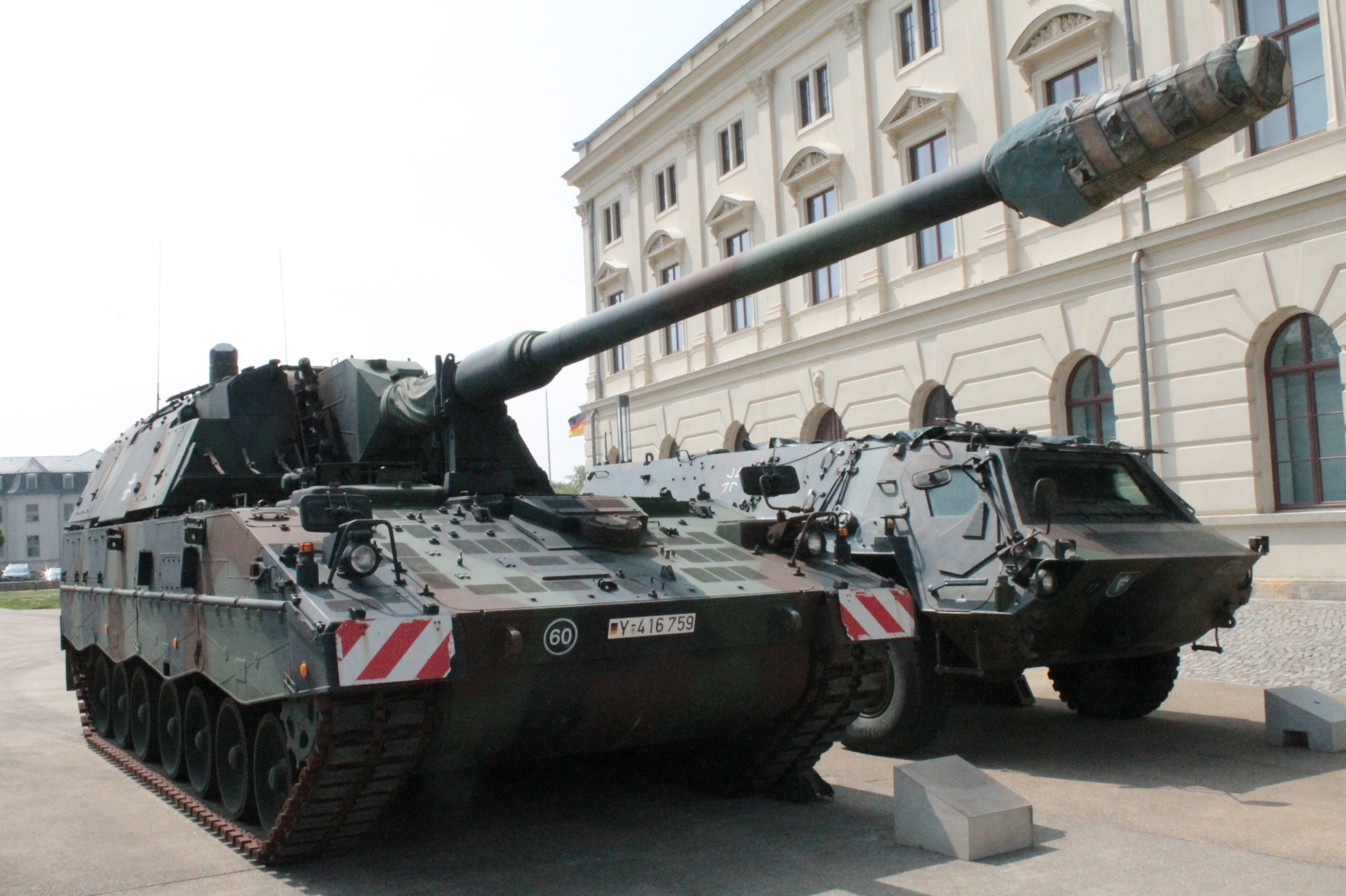
Panzerhaubitze 2000 - Museo de Historia Militar de la Bundeswehr, Dresde.

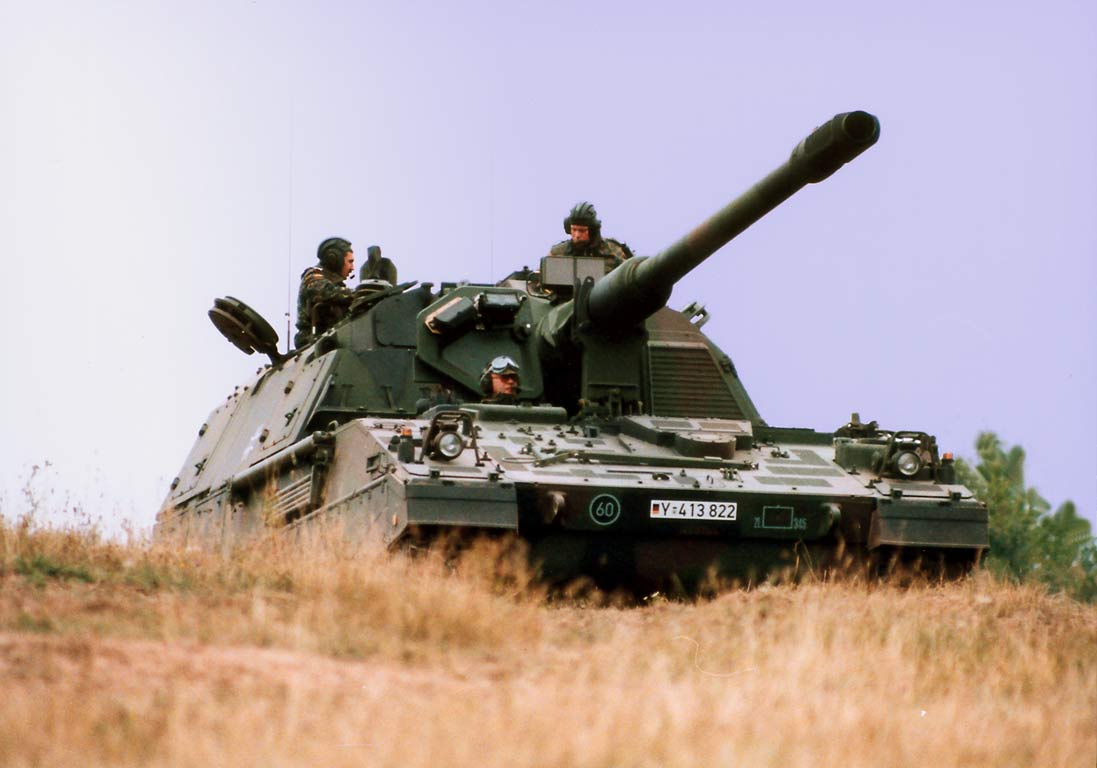
PzH 2000 del Ejército alemán.

En 1986 Italia, Reino Unido y Alemania decidieron cancelar el programa conjunto PzH 155-1 (SP 70) debido a problemas de fiabilidad, defectos de diseño y a la inferioridad del mismo con respecto a otros cañones contemporáneos de reciente aparición. Los parámetros en los que se basaría el nuevo proyecto fueron establecidos en el Joint Ballistics Memorandum of Understanding (JBMOU). Entre ellos destacaba a propuesta del Reino Unido abandonar el cañón de 39 calibres del proyecto original por uno de 52. Se solicitó a la industria alemana que presentara proyectos para un nuevo diseño que fuera conforme a la nueva especificación establecida en el JBMOU. De los proyectos presentados fue seleccionado el de Wegmann.
Wegmann suministró tanto el chasis, que comparte algunos componentes con el Leopard 1, como la torre del cañón. Wegmann consiguió un contrato en 1996 para fabricar 185 unidades para la fuerza de reacción rápida alemana, al que le siguió otro para suministrar otras 410 para el ejército regular. Wegmann y Krauss-Maffei, los dos principales diseñadores de vehículos sobre orugas alemanes, se fusionaron en 1998.
Rheinmetall diseñó un cañón de 155mm y 52 calibres forrado de cromo, con freno de boca. El arma utiliza un nuevo sistema estandarizado de carga con seis cargas distintas, que se pueden combinar para proporcionar exactamente la energía propulsora requerida al proyectil. El detonador se carga por separado mediante una cinta transportadora, y la carga, alimentación y limpieza se realizan de forma completamente automática. Los diseños europeos priorizan la automatización de tareas y reducción de la tripulación. El alcance máximo del arma es de 30 km con el cartucho estándar L15A2, de unos 35 km con proyectiles de tipo "base bleed" y por lo menos 40 km con proyectiles asistidos. En abril de 2006 un PzH 2000 disparó munición V-lap de la firma sudafricana Denel a una distancia superior a los 56 km. El cañón tiene capacidad MRSI (Multiple Rounds Simultaneous Impact), pudiendo hacer impactar simultáneamente en el mismo objetivo hasta cinco proyectiles.

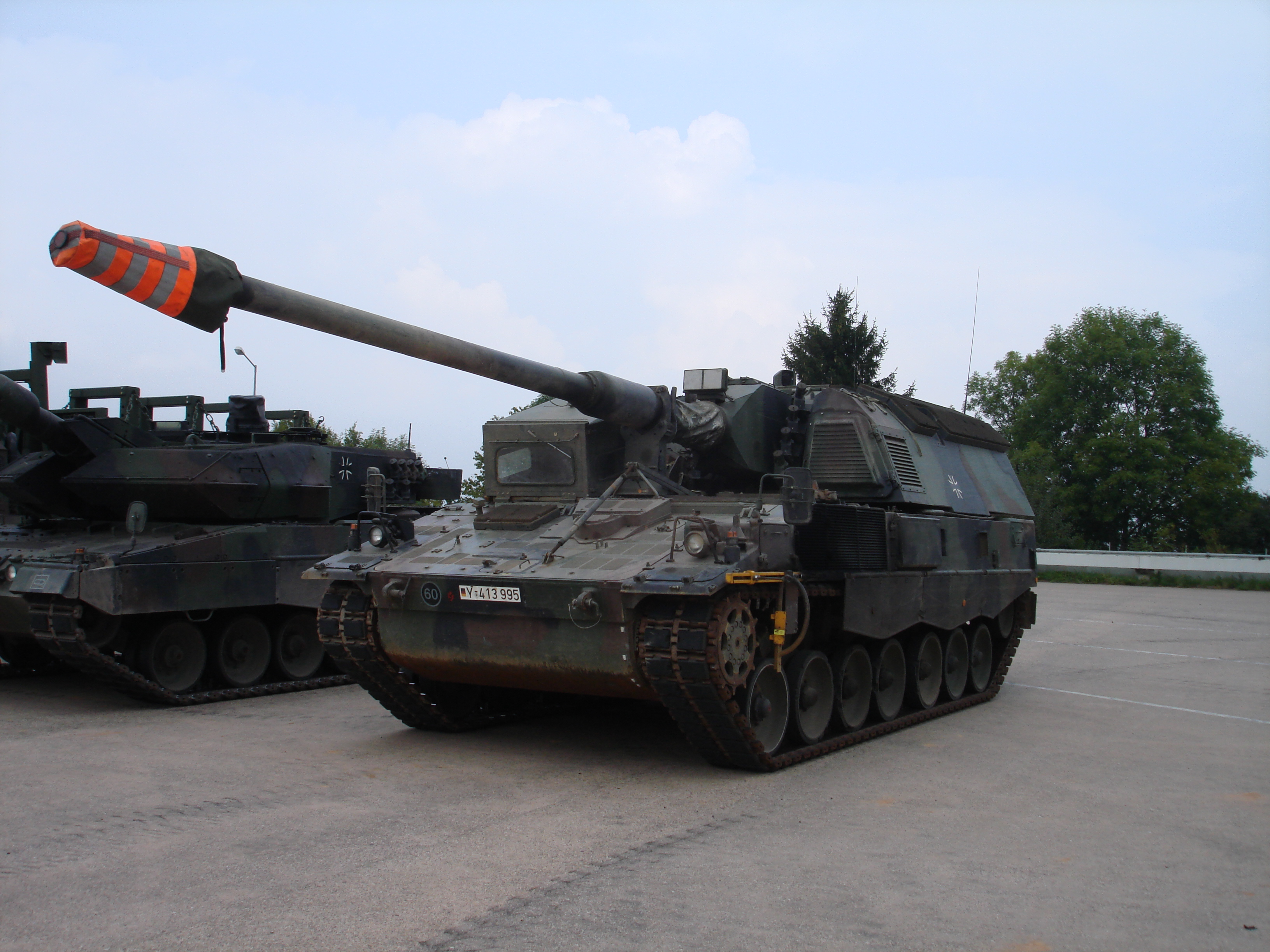
PzH 2000 alemán usado para entrenamiento.

El sistema tiene unas magníficas prestaciones campo a través y una protección considerable en caso de contrabatería. En el glacis frontal de la torre hay instalado un radar con antena de elementos en fase para controlar la velocidad de salida de los disparos realizados y corregir la trayectoria. El ajuste se puede proporcionar automáticamente mediante enlaces de radio cifrados desde el área de mando en la retaguardia. Para ser plenamente operativo se necesita una tripulación de tres miembros: comandante, cargador y conductor.
Varios ejércitos han probado el sistema, siendo su capacidad de proporcionar fuego preciso a 40 km uno de sus puntos fuertes a la hora de promocionarlo.
El PzH 2000 fue candidato a constituir el obús autopropulsado de nueva generación del ejército de los EE. UU., pero no cumplía varios requisitos y fue desestimado.
La torre fue montada en una fragata alemana con el fin de evaluar sus capacidades como cañón naval para las futuras fragatas modelo F125 (el proyecto fue conocido como Modular Naval Artillery Concept o, abreviado, MONARC), aunque finalmente se instalaron cañones Oto Melara de 127 mm.
El ejército británico también había adoptado el cañón para usarlo en la versión mejorada de su sistema AS90 Braveheart, pero se suspendió su compra y en su lugar se adoptó una versión aumentada del cañón de Royal Ordnance BAE.

## Uso en combate y modificaciones

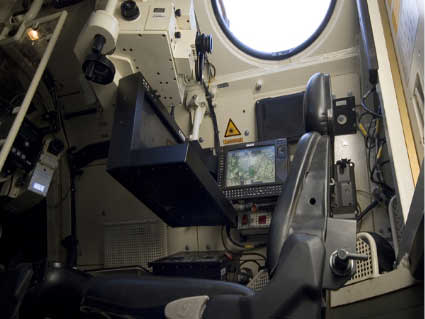
Interior de un Pzh-2000 italiano.

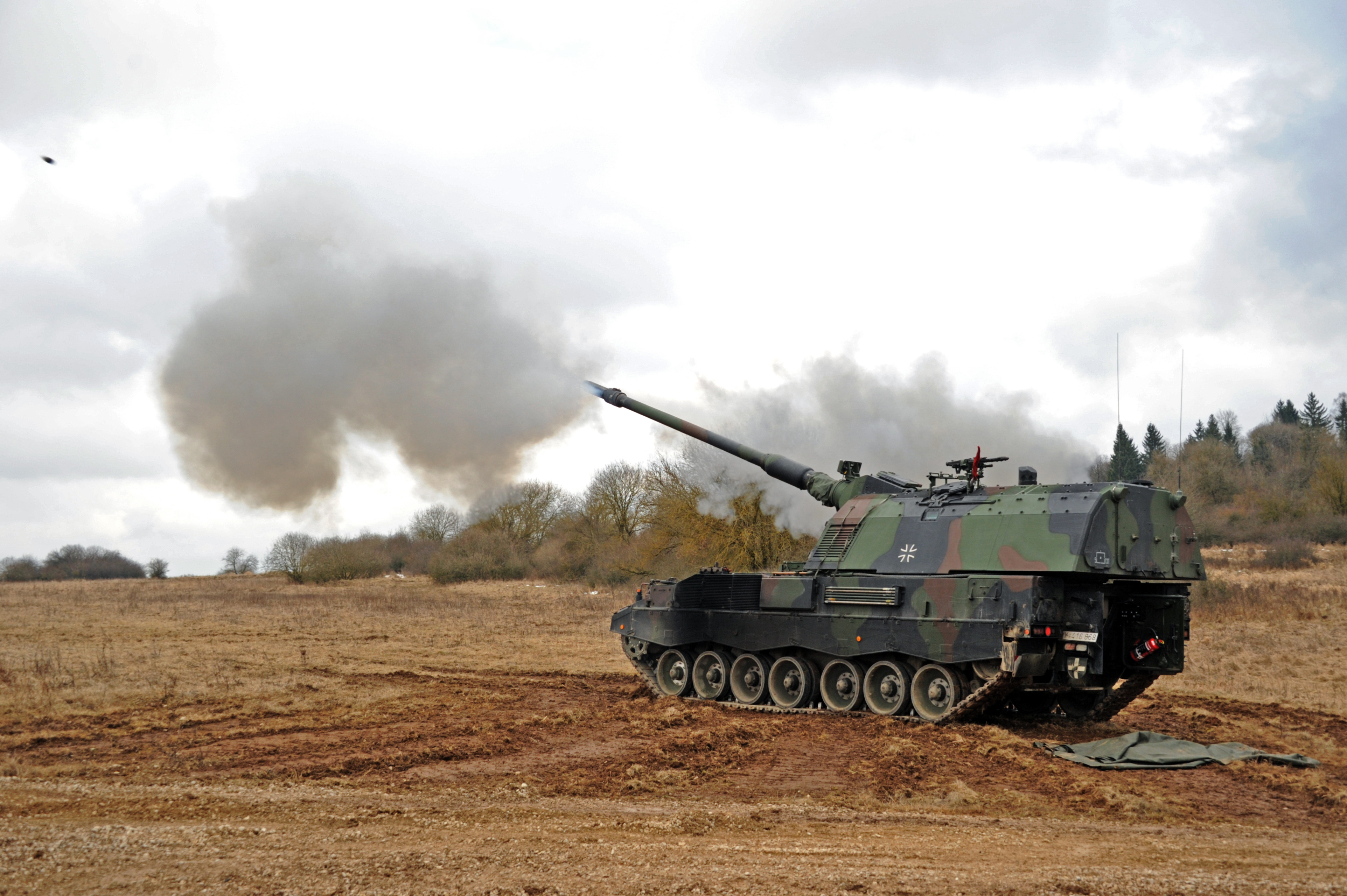
Soldados alemanes llevan a cabo una misión de fuego con obuses autopropulsados, 2018.

El PzH 2000 fue utilizado por primera vez en combate en la Guerra de Afganistán por el ejército neerlandés en agosto de 2006, contra objetivos talibanes en la provincia de Kandahar, proporcionando fuego de apoyo durante la Operación Medusa. Desde entonces se ha empleado regularmente en soporte de las tropas de la coalición en la provincia de Uruzgán, también en Afganistán. El PzH 2000 también fue ampliamente usado durante la batalla de Chora. Es conocido como "el brazo largo de la ISAF". 
Ha sido criticado por los neerlandeses, acantonados en la provincia de Uruzgán, pues el sistema NBQ diseñado para el uso en Europa no puede hacer frente al alto nivel de polvo que hay en Afganistán. Los PzH 2000 han sido apodados las "bestias de Tarin Kowt" por los talibanes. En este escenario han sido modificados con blindaje adicional en la parte superior para protegerlos contra fuego de mortero ( arma muy empleada por los talibanes). Se ha informado de diversos problemas (algunos esperados dadas las duras condiciones climáticas y de infraestructuras), como la necesidad de mantenerlo en la sombra mientras no esté disparando, el daño que causa a las pobres carreteras afganas y un notable efecto de "cañón frío", que requiere el uso de "calentadores".

### Guerra en Ucrania
El 21 de junio de 2022, se desplegaron doce Panzerhaubitze 2000 en Ucrania; siete procedían de Alemania y cinco de los Países Bajos. Después de un par de semanas de uso intensivo, las armas requirieron reparaciones y se mostraban mensajes de error ya que están diseñadas y construidas para disparar no más de 100 tiros por día. Alemania considera 100 disparos por día "una misión de alta intensidad". Ucrania ha excedido constantemente este número, ejerciendo presión sobre el mecanismo de carga. Ucrania también disparó "municiones especiales a una distancia demasiado grande". La Bundeswehr envió piezas de repuesto y se eligió una instalación de reparación en Lituania para reparar las armas. Esto se produjo cuando Ucrania y KMW firmaron un acuerdo de 1.700 millones de euros para comprar 100 PzH 2000.
La agencia de noticias estatal rusa TASS informó que las fuerzas rusas destruyeron un Panzerhaubitze 2000 en el Óblast de Jersón el 30 de octubre de 2022. El sitio de inteligencia de código abierto Oryx informó que se confirmó visualmente que un Panzerhaubitze dañado.
Debido a la intensidad del fuego de artillería en el campo de batalla, Lituania se comprometió a reparar doce de los obuses,  terminando el trabajo de reparación en seis de ellos para diciembre de 2022. En ese momento, el número de Panzerhaubitze 2000 enviados a Ucrania aumentó a veintidós; catorce de Alemania y ocho de los Países Bajos. En febrero de 2023, quince de los obuses esperaban ser reparados en Eslovaquia, pero estuvieron retenidos en la frontera durante varias semanas debido a problemas legales.

## Especificaciones[13]

### Características generales
- Tripulación: 5 (comandante, conductor, artillero, 2 cargadores)
- Longitud: 11,7 m
- Anchura: 3,5 m
- Altura: 3,4 m
- Coste unitario: 4,45 millones US$
- Peso para combate: 57 toneladas

### Armamento
- Principal: cañón Rheinmetall L52 de 155 mm
  - Cadencia de disparo: 3 disparos en 10 s, 8-10 disparos en 1 min, 20 disparos en 3 min
  - Alcance: 40 km, 56 km con proyectil asistido por cohete
- Munición: 60 proyectiles
- Secundario: ametralladora Rheinmetall MG3 de 7,62 mm

### Movilidad
- Motor: MTU 881 Ka-500
  - Potencia: 986 cv (736 kW)
  - Relación potencia/peso: 17,83 cv/Tm
- Velocidad máxima
  - Carretera: 60 km/h
  - Campo a través: 45 km/h
- Autonomía: 420 km
- Consumo: 240 l/100 km

## Usuarios

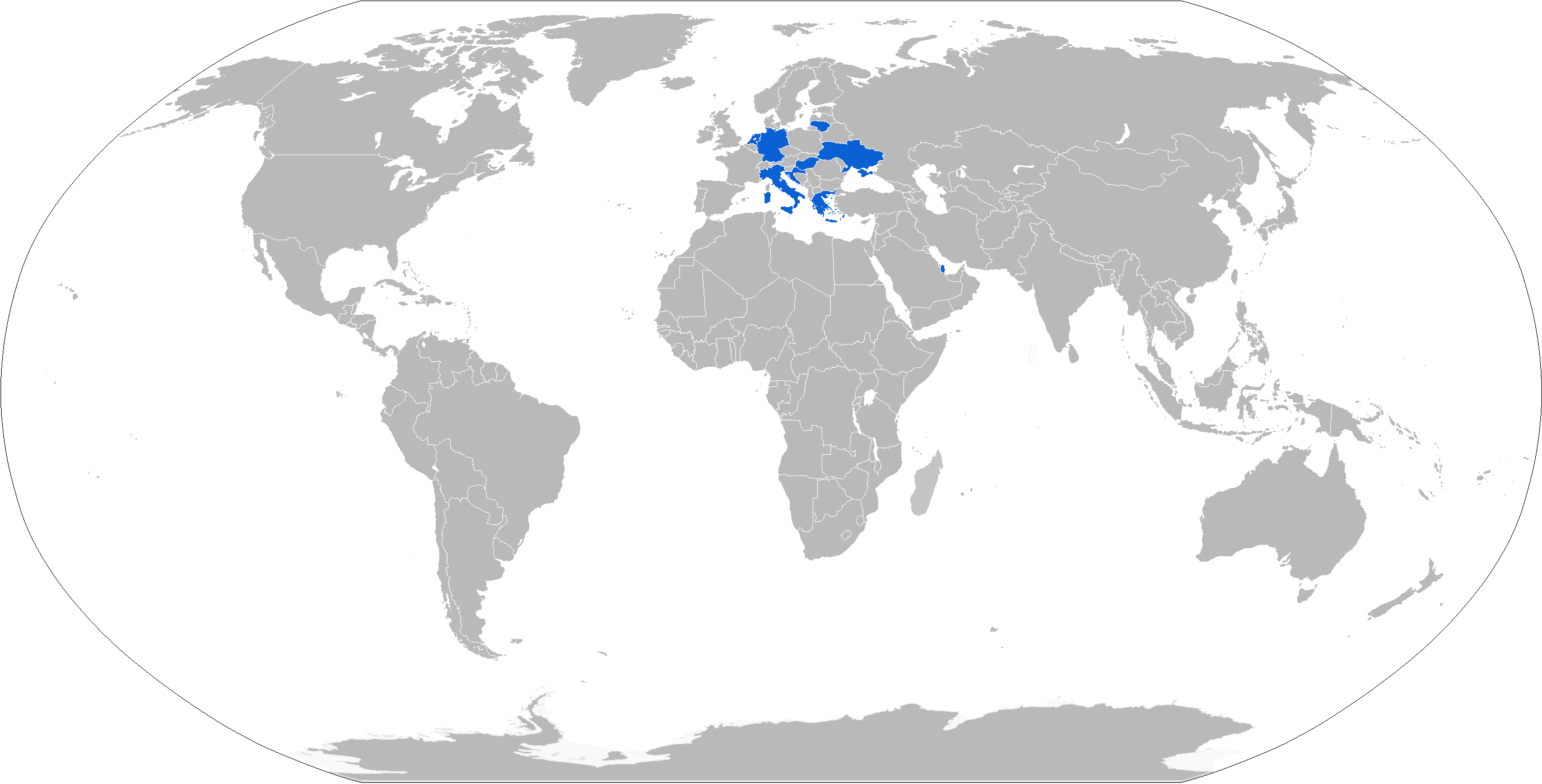
Mapa de operadores PzH 2000 en azul.

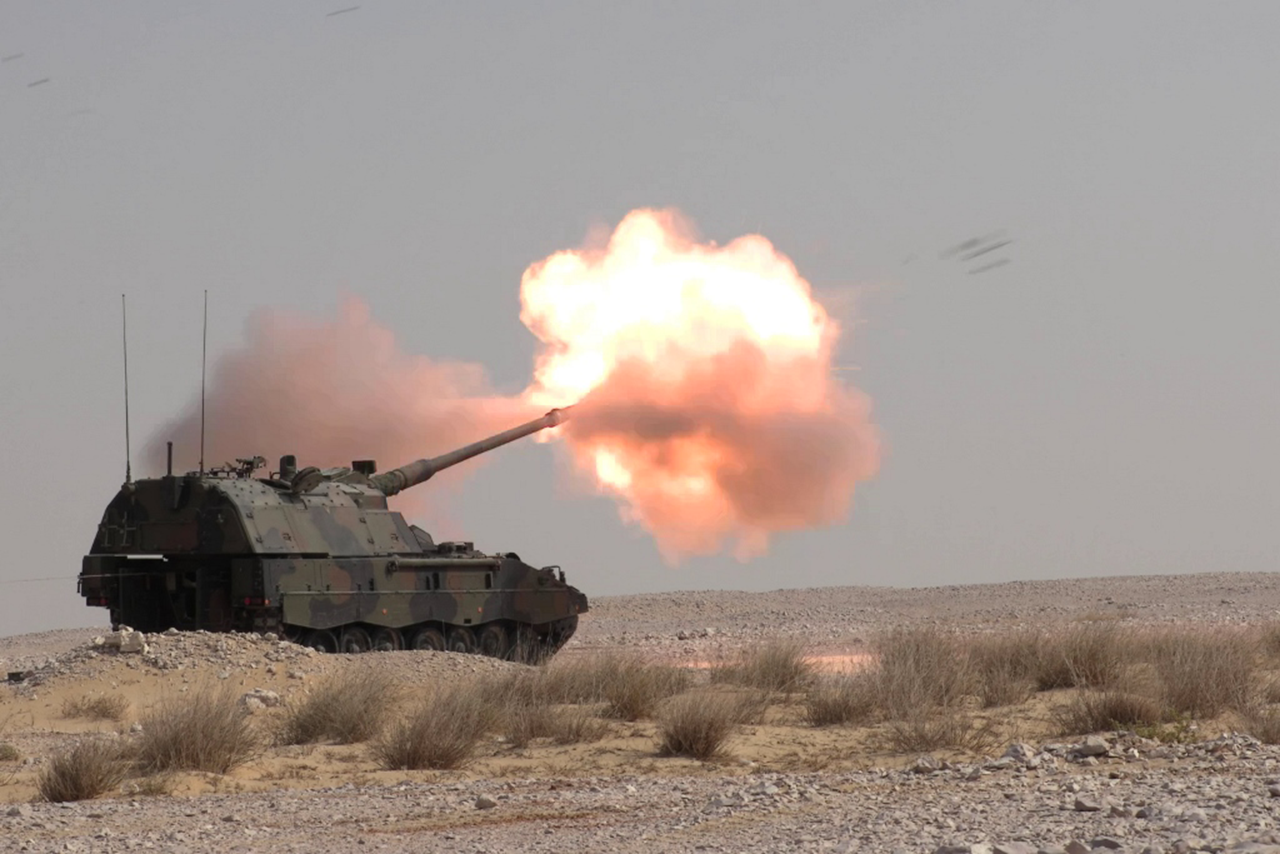
PzH 2000 del Ejército italiano en Catar, 2019.

### Actuales
- Alemania

185 unidades.
- Croacia

Se hizo un pedido por 15 sistemas de los excedentes alemanes. Doce de las unidades serían completamente actualizadas y tres de ellas usadas como fuente de repuestos y una adaptada como un simulador. En el entrenamiento y logística se incluyen los vehículos de soporte y los costes de la capacitación. El coste total del programa se estima en 41 millones de euros. El primer PzH 2000 fue entregado el 29 de julio de 2015. Los equipos restantes serán despachados entre el 2015 y el 2016.
- Grecia

24 unidades de los excedentes alemanes.
- Italia

70 unidades.
- Países Bajos

57 unidades.
- Lituania

21 unidades de los excedentes alemanes, las primeras 12 unidades ya entregadas a 2017, y las restantes en 2019.
- Catar

En el año 2013 se declaró por parte de Rheinmetall que haría la entrega de 24 unidades del modelo PzH-2000 al emirato, siendo despachadas junto a 62 tanques Leopard 2A6, antes de que concluya el año 2019.
- Ucrania

64 unidades de diversos orígenes. El 16 de abril de 2022 Países Bajos anunció que donaría hasta 64 unidades de PzH 2000, dados en el marco de la asistencia neerlandesa a Ucrania por la Invasión rusa de Ucrania de 2022.

### Futuros
- Hungría

Según información del Ministro de defensa húngaro, Tibor Benkő; se ha negociado la compra de 24 howitzer's del modelo PzH-2000, junto a 56 carros de combate, 12 de la versión Leopard 2A4 y 44 de la referencia 2A7+ (no confundir con la variante PSO).

### Vehículos similares
- TAM VCA
- Joya SAA-1
- Obús autopropulsado M108
 Obús autopropulsado M109
 Obús autopropulsado M110
  Obús autopropulsado NLOS
- AMX MK F3
- IMI Sholef
- OTO Melara Palmaria (artillería)
- K-9 Thunder
- Artillería autopropulsada de 155 mm Tipo 75
 Artillería autopropulsada de 155 mm Tipo 99
- AHS Krab
- AS-90 Braveheart
- 2S19 Msta
- T-155 Fırtına
- SSPH Primus
- G6 Rhino